# 黒神話:悟空
『黒神話：悟空』（くろしんわ ごくう、中: 黑神话：悟空、英: Black Myth: Wukong）は、2024年に中国のゲーム開発会社・Game Science（ゲームサイエンス）が開発・発売したアクションRPGである。内容は中国の四大奇書の1つである『西遊記』を題材としている。プレイヤーは「天命人」と呼ばれるキャラクターとなり、古い伝説に隠された真相を究明するため、険しくも不思議な西遊の旅路を辿る。
対応プラットフォームはMicrosoft Windows（Steam・Epic Games Store・WeGame）・PlayStation 5。

## 開発
華中科技大学で生物医学を専攻していた馮驥は、大学院進学を諦め、2005年にゲーム開発会社に入社した。その後、2014年にゲームスタジオ「Game Science」を創業し、2018年2月から『黒神話：悟空』の開発を開始した。

## 発売
『黒神話：悟空』は、2024年8月20日に、Microsoft Windows（Steam、Epic Games Store、WeGame）、PlayStation 5向けに配信された。
Beep Japanは2024年8月20日に配信された『黒神話：悟空』のPS5パッケージ版を2025年1月30日に発売すると発表した。

## あらすじ
取経の旅を終え、魔を降し、よく旅を助けたとして闘戦勝仏となった斉天大聖・孫悟空。
しかし、彼を仏として天界に大人しく控えさせたい神仏と、故郷に戻り、気ままな余生を過ごしたい悟空との間に徐々に軋轢が生じ、とうとうかつての天界騒動の様な対立となってしまう。
再び二郎真君と天地を揺るがす死闘を繰り広げる悟空だったが、彼の頭に再び緊箍児が現れ、苦しむ隙をつかれ、致命的な一撃を受けて下界へと落とされた。
かくして花果山の岩から生まれた天地自然の子は、花果山の大岩と成り果て、その生涯を終えたのだった。
時は流れ、花果山の猿集の間で孫悟空の最期が昔話となった頃。
孫悟空はまだ完全に死に果ててはおらず、死の間際に自身の神力を5つの宝具に宿し三界に飛び散らせ、もしそれらを再び集めることが出来れば斉天大聖復活の時が来ると長老猿は言う。
長老猿は一匹の名もなき若き猿 ―「天命人」を宝具集めの旅へ出したのだった。

## 評価

### 売上
発売から4日後の8月23日、全てのプラットフォームにおける売り上げが1000万本に達した。

### 受賞
- ファミ通・電撃ゲームアワード2024 - ファミ通・電撃特別賞[6]